# Tigridia catarinensis
Tigridia catarinensis är en irisväxtart som beskrevs av Robert William Cruden. Tigridia catarinensis ingår i släktet Tigridia och familjen irisväxter. Inga underarter finns listade i Catalogue of Life.